# El Ranchito, Veracruz
El Ranchito är en ort i Mexiko.   Den ligger i kommunen Tempoal och delstaten Veracruz, i den sydöstra delen av landet, 240 km norr om huvudstaden Mexico City. El Ranchito ligger 40 meter över havet och antalet invånare är 251.
Terrängen runt El Ranchito är platt. Runt El Ranchito är det ganska tätbefolkat, med 72 invånare per kvadratkilometer. Närmaste större samhälle är Tempoal de Sánchez, 2,8 km öster om El Ranchito. Omgivningarna runt El Ranchito är en mosaik av jordbruksmark och naturlig växtlighet.